# Sappho (település)
Sappho az Amerikai Egyesült Államok északnyugati részén, Washington állam Clallam megyéjében elhelyezkedő önkormányzat nélküli település.

## Éghajlat
| Hónap                                   | Jan.  | Feb.  | Már.  | Ápr. | Máj. | Jún. | Júl. | Aug. | Szep. | Okt. | Nov.  | Dec.  | Év    |
| --------------------------------------- | ----- | ----- | ----- | ---- | ---- | ---- | ---- | ---- | ----- | ---- | ----- | ----- | ----- |
| Rekord max. hőmérséklet (°C)            | 18,0  | 20,0  | 24,0  | 26,0 | 33,0 | 36,0 | 39,0 | 37,0 | 36,0  | 28,0 | 19,0  | 18,0  | 39,0  |
| Átlagos max. hőmérséklet (°C)           | 6,3   | 8,2   | 10,4  | 12,9 | 16,7 | 19,8 | 22,8 | 22,8 | 21,0  | 15,4 | 9,4   | 6,4   | 14,4  |
| Átlagos min. hőmérséklet (°C)           | 0,6   | 1,1   | 1,6   | 3,0  | 5,4  | 7,8  | 9,6  | 9,8  | 8,4   | 5,5  | 2,6   | 0,9   | 4,7   |
| Rekord min. hőmérséklet (°C)            | −16,0 | −16,0 | −13,0 | −3,0 | −2,0 | −1,0 | 1,0  | 1,0  | −3,0  | −3,0 | −13,0 | −14,0 | −16,0 |
| Átl. csapadékmennyiség (mm)             | 332   | 294   | 239   | 177  | 100  | 68   | 47   | 55   | 97    | 230  | 337   | 387   | 2363  |
| Forrás: Western Regional Climate Center |       |       |       |      |      |      |      |      |       |      |       |       |       |